# Ateliermalerei
Als Ateliermalerei werden die im Atelier gemalten Naturmotive bezeichnet. 
Der Begriff wurde im 19. Jahrhundert geprägt und bezeichnete meistens im abschätzigen Sinne einen Mangel an naturnaher Wirklichkeitsauffassung. Viele Künstlerkreise setzten sich bewusst von der Ateliermalerei ab. Dazu zählen als eine der frühesten Gruppen die Schule von Barbizon, der Kreis der Worpsweder Maler sowie die Impressionisten.